# Koniczyna

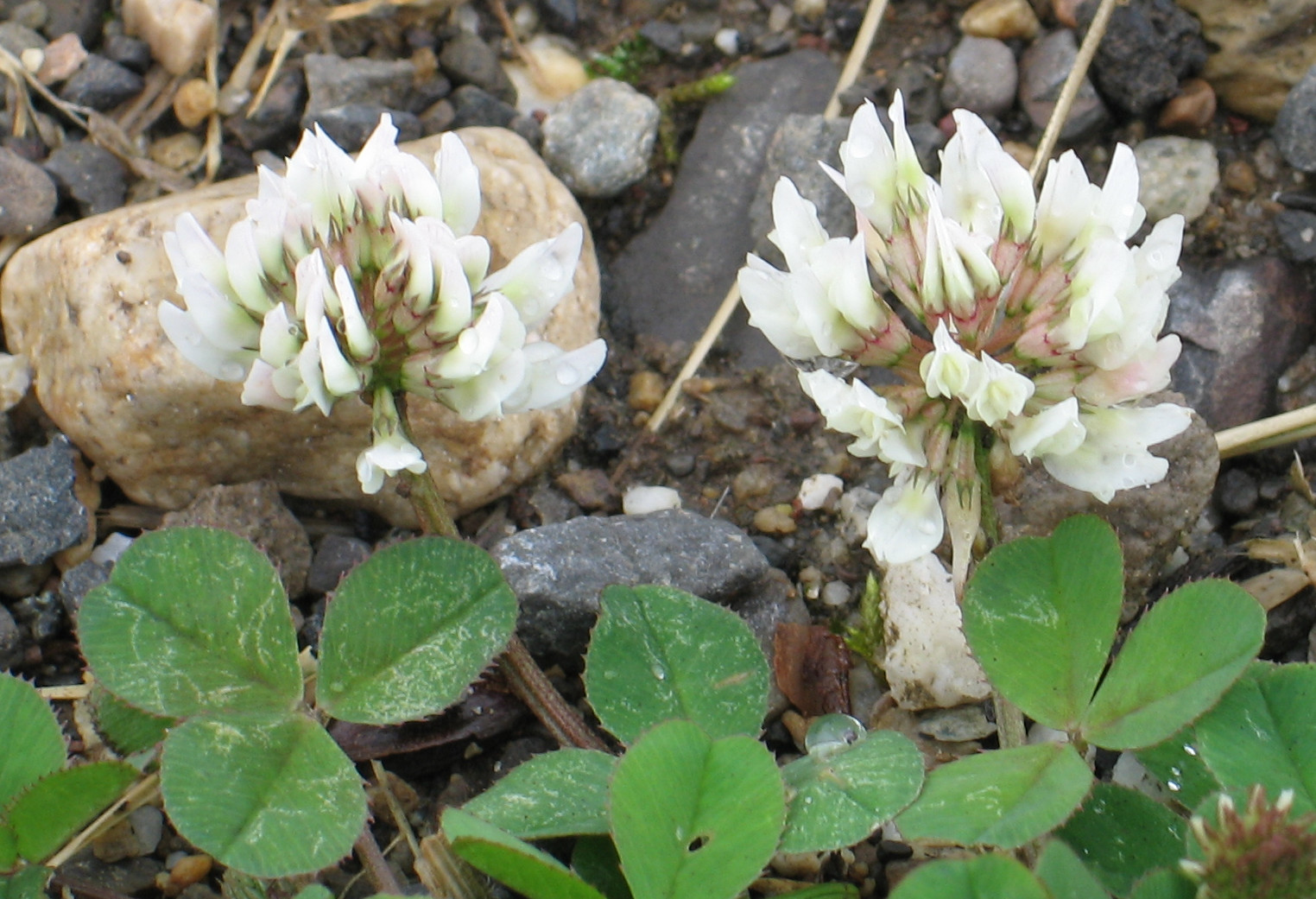
Koniczyna biała

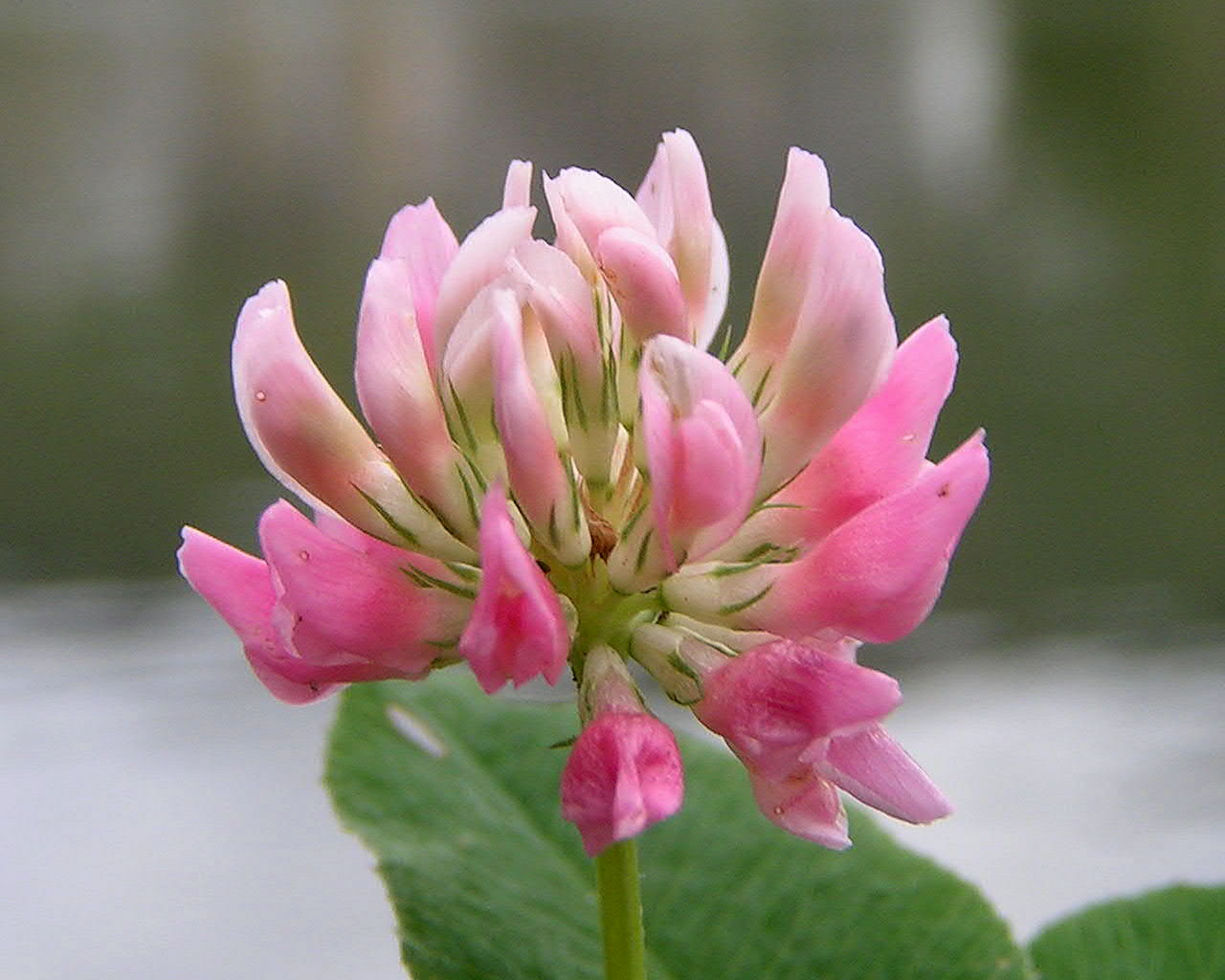
Koniczyna białoróżowa

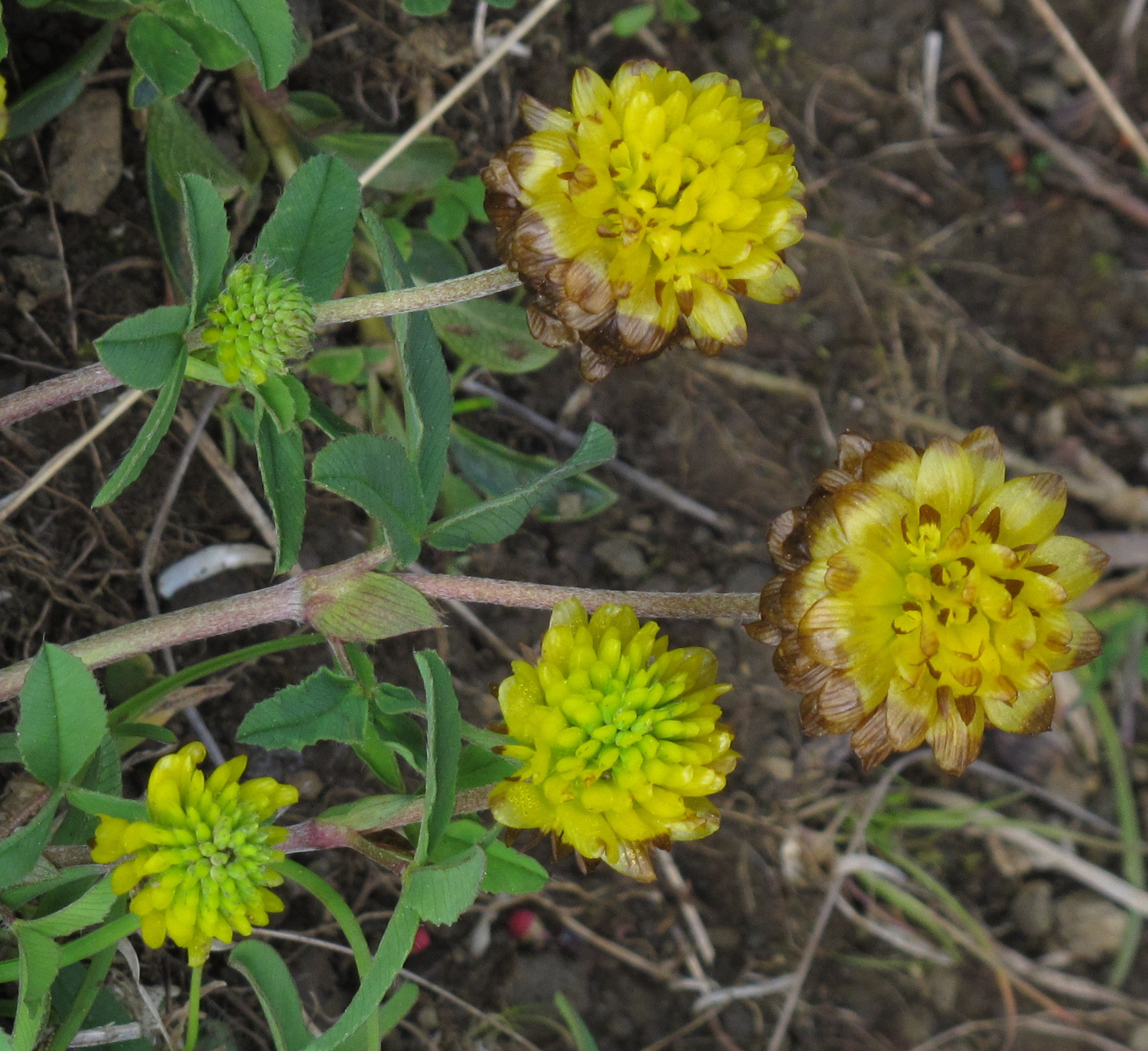
Koniczyna brunatna

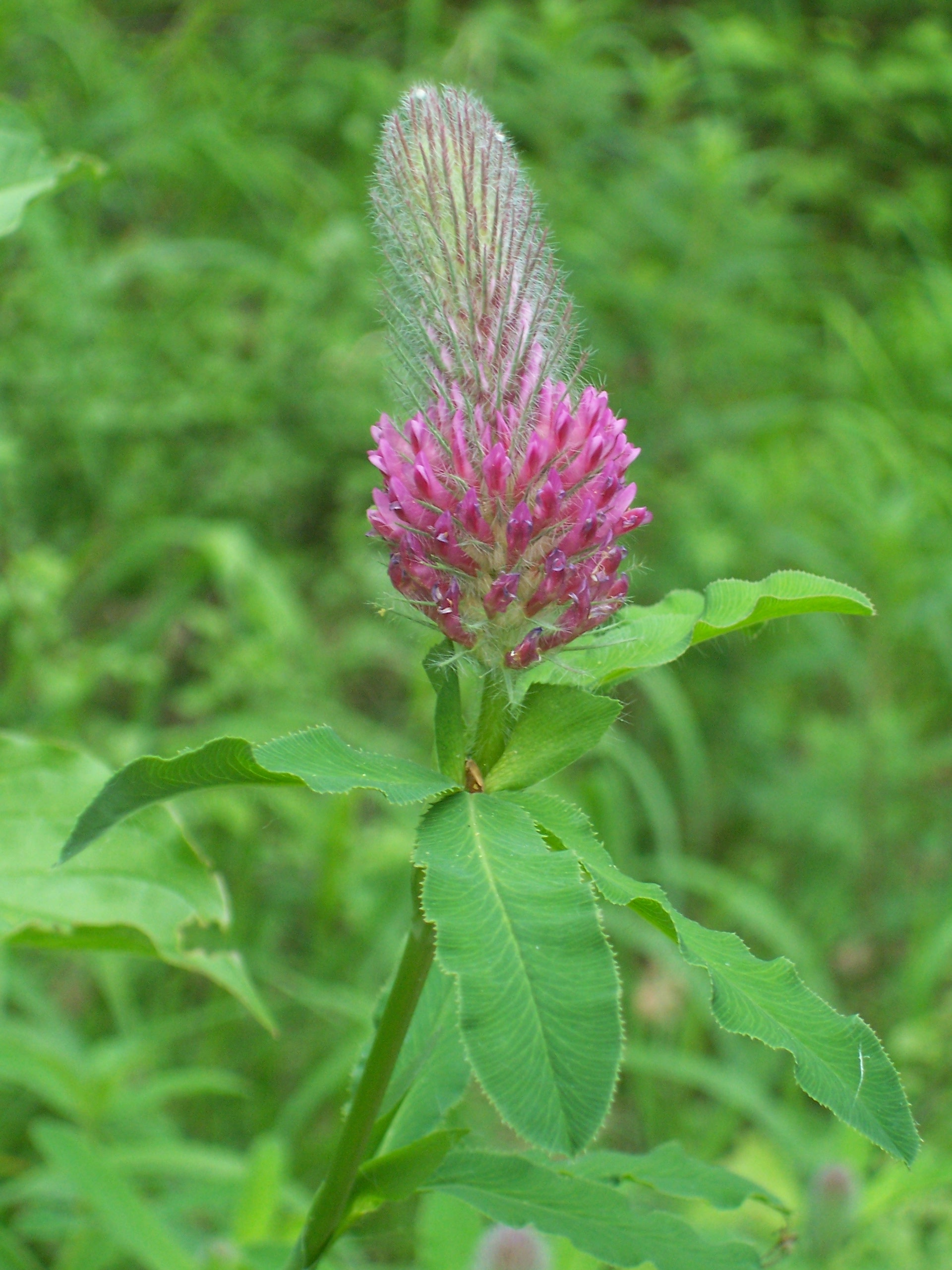
Koniczyna długokłosowa

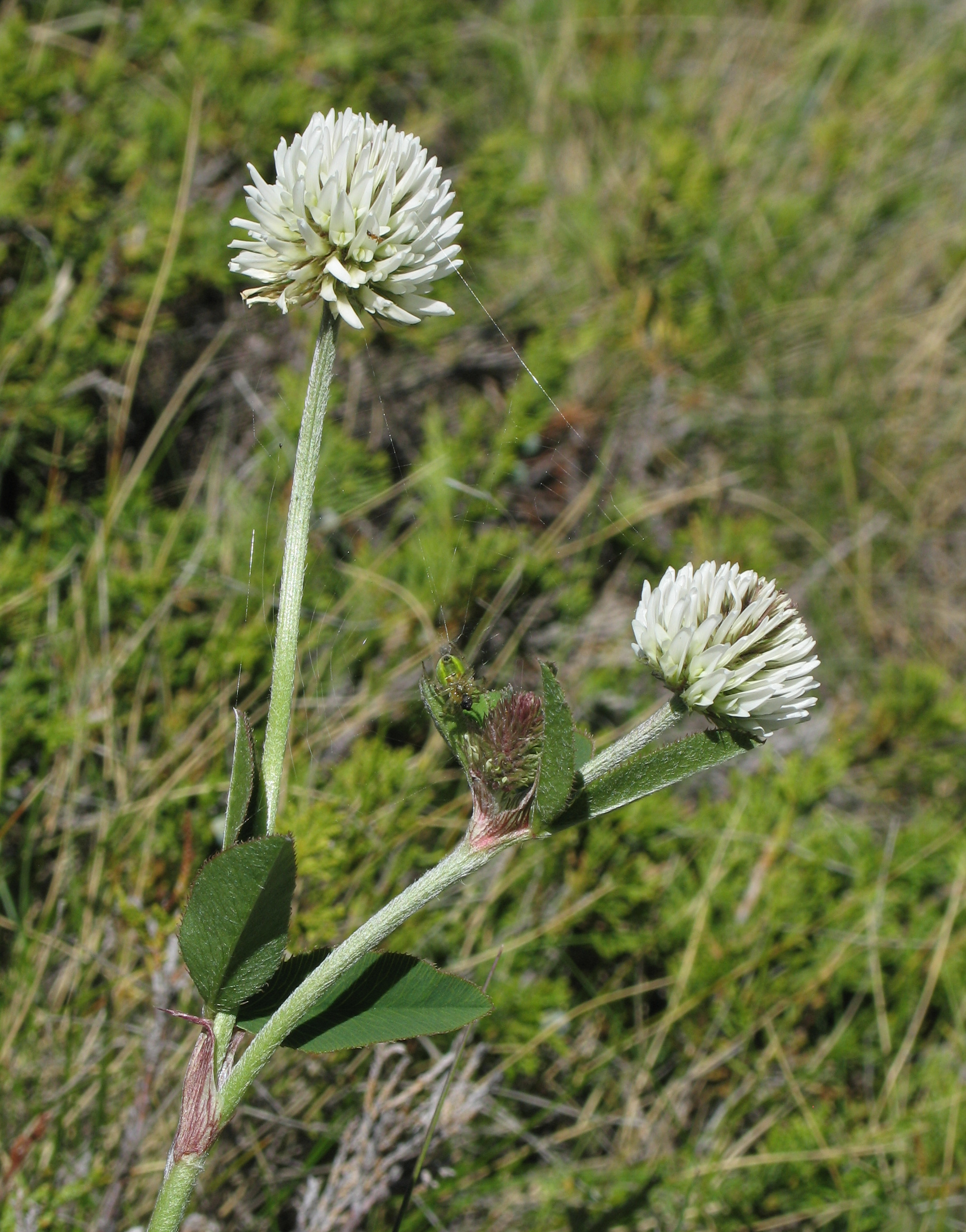
Koniczyna pagórkowa

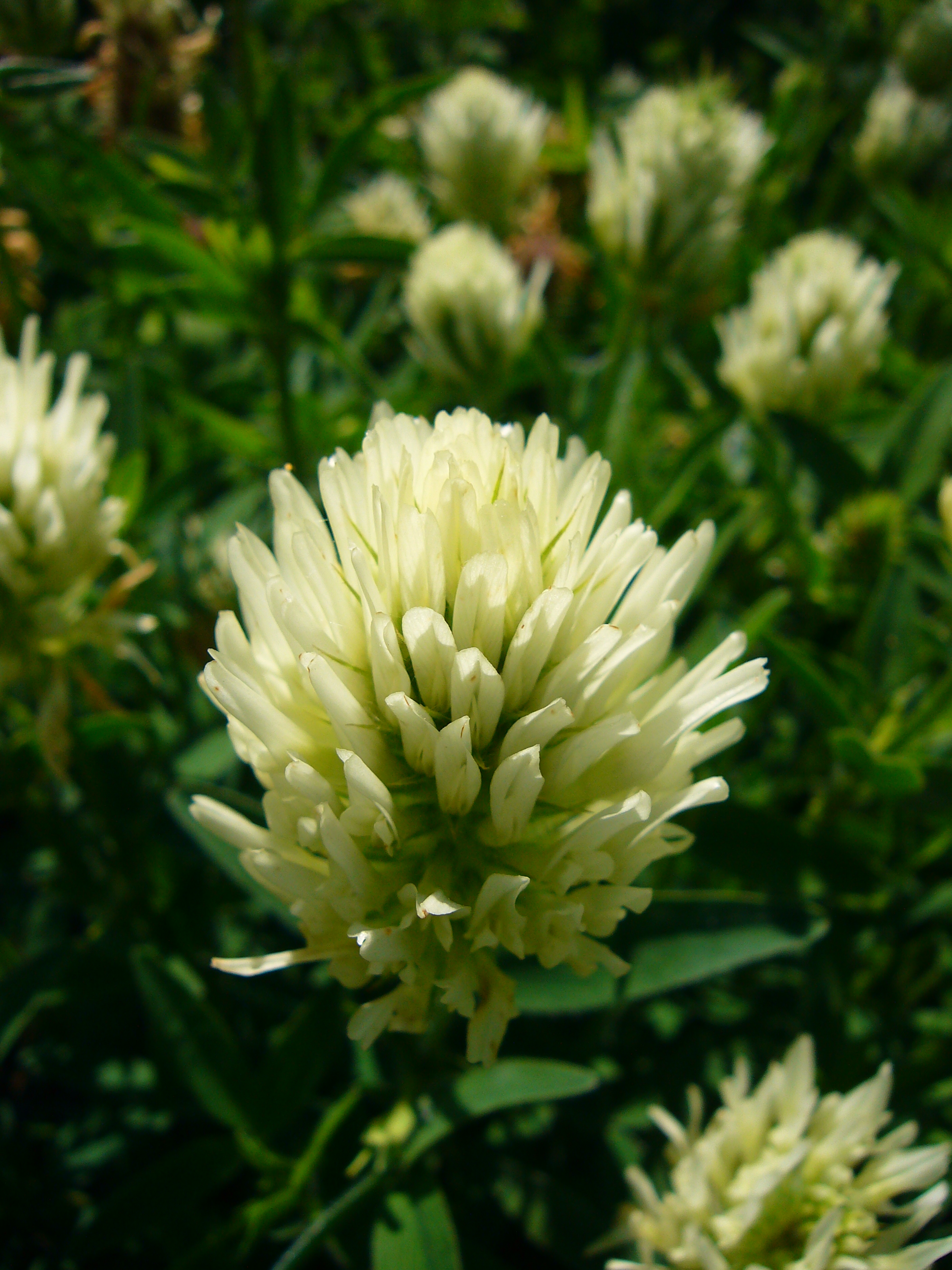
Koniczyna pannońska

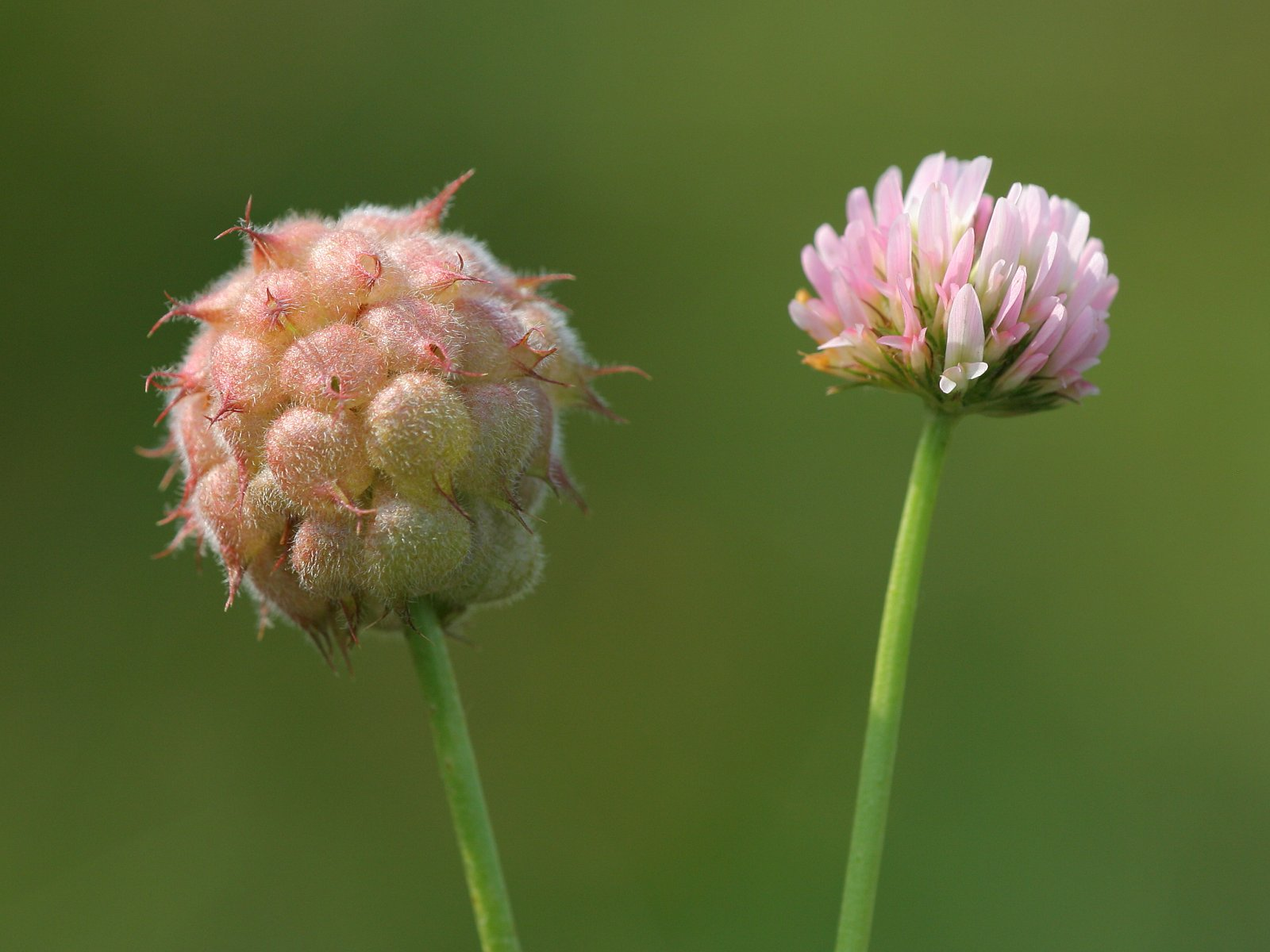
Koniczyna rozdęta

Koniczyna (Trifolium L.) – rodzaj roślin z rodziny bobowatych. Obejmuje ponad 290 gatunków. Rośliny te występują naturalnie na wszystkich kontynentach, przy czym w Australii jako introdukowane. W Polsce rośnie dziko ponad 20 gatunków, kilka jest uprawianych. Koniczyny rosną na różnych siedliskach, najczęściej w miejscach skalistych, na klifach i wydmach piaszczystych, w murawach i na stepach. Szereg gatunków pełni ważną rolę w gospodarce rolnej, jako rośliny pastewne rosnące na łąkach i pastwiskach oraz wysiewane w polowych mieszankach pastewnych. Uprawiane na polach są zarówno w celach paszowych, ale też w płodozmianie, ze względu na korzystne oddziaływanie na strukturę i skład gleby.

## Rozmieszczenie geograficzne
Rodzaj rozprzestrzeniony na wszystkich kontynentach w strefach klimatu umiarkowanego i podzwrotnikowego, z wyjątkiem Australii. Centra największego zróżnicowania to okolice Morza Śródziemnego (w Europie 99 gatunków), Etiopia, Kalifornia i Chile (18 gatunków).
Gatunki rodzime we florze Polski
- koniczyna biała, k. rozesłana Trifolium repens L.
- koniczyna białoróżowa Trifolium hybridum L.
- koniczyna brunatna Trifolium badium Schreb.
- koniczyna długokłosowa Trifolium rubens L.
- koniczyna drobnogłówkowa Trifolium dubium Sibth.
- koniczyna dwukłosowa Trifolium alpestre L.
- koniczyna kasztanowata Trifolium spadiceum L.
- koniczyna kreskowana Trifolium striatumL.
- koniczyna łąkowa, k. czerwona Trifolium pratense L.
- koniczyna łubinowata Trifolium lupinaster L.
- koniczyna nadobna Trifolium elegans Savi ≡ Trifolium hybridum subsp. elegans (Savi) Asch. & Graebn.
- koniczyna pagórkowa Trifolium montanum L.
- koniczyna pannońska, k. wielkogłówkowa Trifolium pannonicum Jacq.
- koniczyna pogięta Trifolium medium L.
- koniczyna polna Trifolium arvense L.
- koniczyna rozdęta Trifolium fragiferum L.
- koniczyna różnoogonkowa Trifolium campestre Schreb.
- koniczyna złocistożółta Trifolium aureum Pollich
- koniczyna żółtobiała Trifolium ochroleucon Huds.

Gatunki uprawiane i dziczejące w Polsce
- koniczyna aleksandryjska Trifolium alexandrinum L. – efemerofit
- koniczyna gwiazdkowata Trifolium stellatum L. – efemerofit
- koniczyna jeżowata Trifolium echinatum M.Bieb. – efemerofit
- koniczyna kolczasta Trifolium echinatum M.Bieb. – efemerofit
- koniczyna krwistoczerwona Trifolium incarnatum L. – gatunek uprawiany
- koniczyna kutnerowata Trifolium tomentosum L. – efemerofit
- koniczyna łopianowata Trifolium lappaceum L. – efemerofit
- koniczyna odstająca Trifolium patens Schreb. – antropofit zadomowiony
- koniczyna skręcona, k. perska Trifolium resupinatum L. – efemerofit
- koniczyna skupiona Trifolium glomeratum L. – efemerofit
- koniczyna wąskolistna Trifolium angustifolium L. – efemerofit
- koniczyna zmienna Trifolium ambiguum M.Bieb. – gatunek uprawiany

Ujęta na liście flory polskiej jako introdukowana koniczyna Bonanniego T. bonannii C.Presl jest według Plants of the World Online synonimem Trifolium fragiferum var. fragiferum.

## Morfologia
PokrójRośliny jednoroczne i byliny osiągające do 70 cm wysokości. Nagie lub owłosione. Łodygi prosto wzniesione, podnoszące się lub płożące.
LiścieTrójlistkowe (rzadko z 5–9 listkami). Listki całobrzegie lub ząbkowane. Przylistki zwykle drobne, przynajmniej częściowo przyrosłe do ogonka liściowego.
KwiatyMotylkowe, drobne i zebrane w gęste główki, rzadziej w wydłużonych gronach lub wyrastają pojedynczo. Poszczególne kwiaty siedzące lub drobnoogonkowe. Działki w liczbie 5 równej długości tworzą kielich dzwonkowaty, zwykle trwały. Płatki korony białe, różowe, czerwone i żółte. Dwa dolne płatki tworzą tzw. łódeczkę, dwa boczne zaokrąglone skrzydełka otulające łódeczkę, a piąty wzniesiony jest do góry tworząc żagielek. Żagielek może być szeroko rozpostarty lub z brzegami podwiniętymi. Wewnątrz kwiatu, a ściślej w łódeczce, znajduje się jeden słupek z jedną zalążnią zawierającą od 1 do 12 zalążków oraz 10 pręcików, z których dziewięć zrośniętych jest nitkami tworząc rurkę, jeden pręcik zaś jest wolny.
OwoceStrąki zamknięte zwykle w trwałych kielichu. Zawierają zazwyczaj 1–2 nasiona, rzadko do 9. Nasiona są jajowate, kuliste lub nerkowate.

## Systematyka
Pozycja systematyczna rodzaju według APweb (aktualizowany system APG IV z 2016)
Jeden z rodzajów podrodziny bobowatych właściwych Faboideae w rzędzie bobowatych Fabaceae s.l. W obrębie podrodziny należy do plemienia Trifolieae.
Pozycja systematyczna rodzaju według systemu Reveala (1993–1999)
Gromada okrytonasienne (Magnoliophyta Cronquist), podgromada Magnoliophytina Frohne & U. Jensen ex Reveal, klasa Rosopsida Batsch, podklasa różowe (Rosidae Takht.), nadrząd Fabanae R. Dahlgren ex Reveal, rząd bobowce (Fabales Bromhead), rodzina bobowate (Fabaceae Lindl.), podrodzina Trifolioideae F. Schwarz, plemię Trifolieae Endl., podplemię Trifoliinae Bronn, rodzaj koniczyna (Trifolium L.).
Wykaz gatunków
- Trifolium absconditum Molinari
- Trifolium acaule Steud. ex A.Rich.
- Trifolium acutiflorum Murb.
- Trifolium × adulterinum Beyer
- Trifolium affine C.Presl
- Trifolium africanum Ser.
- Trifolium aintabense Boiss. & Hausskn.
- Trifolium albopurpureum Torr. & A.Gray
- Trifolium alexandrinum L. – koniczyna aleksandryjska
- Trifolium alpestre L. – koniczyna dwukłosowa
- Trifolium alpinum L. – koniczyna alpejska
- Trifolium alsadami Post
- Trifolium amabile Kunth
- Trifolium ambiguum M.Bieb. – koniczyna zmienna
- Trifolium amoenum Greene
- Trifolium amphianthum Torr. & A.Gray
- Trifolium amplectens Torr. & A.Gray
- Trifolium andersonii A.Gray
- Trifolium andinum Nutt.
- Trifolium andricum Lassen
- Trifolium angulatum Waldst. & Kit.
- Trifolium angustifolium L. – koniczyna wąskolistna
- Trifolium ankaratrense Bosser
- Trifolium apertum Bobrov
- Trifolium appendiculatum Lojac.
- Trifolium argutum Banks & Sol.
- Trifolium arvense L. – koniczyna polna
- Trifolium attenuatum Greene
- Trifolium aurantiacum Boiss. & Spruner
- Trifolium aureum Pollich – koniczyna złocistożółta
- Trifolium baccarinii Chiov.
- Trifolium badium Schreb. – koniczyna brunatna
- Trifolium barbigerum Torr.
- Trifolium barbulatum (Freyn & Sint.) Zohary
- Trifolium barnebyi (Isely) Dorn & Lichvar
- Trifolium batmanicum Zohary & D.Heller
- Trifolium beckwithii W.H.Brewer ex S.Watson
- Trifolium bejariense Moric.
- Trifolium × bertrandii Rouy
- Trifolium berytheum Boiss. & C.I.Blanche
- Trifolium biebersteinii Khalilov
- Trifolium bifidum A.Gray
- Trifolium bilineatum Fresen.
- Trifolium billardierei Spreng.
- Trifolium bithynicum Boiss.
- Trifolium bivonae Guss.
- Trifolium blancheanum Boiss.
- Trifolium bobrovii Khalilov
- Trifolium bocconei Savi
- Trifolium boissieri Guss.
- Trifolium bolanderi A.Gray
- Trifolium bordsilovskyi Grossh.
- Trifolium brandegeei S.Watson
- Trifolium breweri S.Watson
- Trifolium brutium Ten.
- Trifolium buckwestiorum Isely
- Trifolium bullatum Boiss. & Hausskn.
- Trifolium burchellianum Ser.
- Trifolium calcaricum J.L.Collins & Wieboldt
- Trifolium calocephalum Fresen.
- Trifolium campestre Schreb. – koniczyna różnoogonkowa
- Trifolium canescens Willd.
- Trifolium carolinianum Michx.
- Trifolium caudatum Boiss.
- Trifolium cernuum Brot.
- Trifolium cheranganiense J.B.Gillett
- Trifolium cherleri L.
- Trifolium chilaloense Thulin
- Trifolium chilense Hook. & Arn.
- Trifolium chlorotrichum Boiss. & Balansa
- Trifolium ciliolatum Benth.
- Trifolium circumdatum Kunze
- Trifolium clusii Godr.
- Trifolium clypeatum L.
- Trifolium congestum Guss.
- Trifolium constantinopolitanum  Ser.
- Trifolium cryptopodium Steud. ex A.Rich.
- Trifolium cyathiferum Lindl.
- Trifolium dalmaticum Vis.
- Trifolium dasyphyllum Torr. & A.Gray
- Trifolium dasyurum C.Presl
- Trifolium davisii E.Hossain
- Trifolium decorum Chiov.
- Trifolium dedeckerae J.M.Gillett
- Trifolium depauperatum Desv.
- Trifolium dichotomum Hook. & Arn.
- Trifolium dichroanthoides Rech.f.
- Trifolium dichroanthum Boiss.
- Trifolium diffusum Ehrh. – koniczyna rozpierzchła
- Trifolium dolopium Heldr. & Hochst. ex Gibelli & Belli
- Trifolium douglasii House
- Trifolium dubium Sibth. – koniczyna drobnogłówkowa
- Trifolium echinatum M.Bieb. – koniczyna jeżowata
- Trifolium egrissicum Mikheev & Magulaev
- Trifolium elgonense J.B.Gillett
- Trifolium elizabethiae Grossh.
- Trifolium eriocephalum Nutt.
- Trifolium eriosphaerum Boiss.
- Trifolium erubescens Fenzl
- Trifolium euxinum Zohary
- Trifolium eximium Stephan ex Ser.
- Trifolium farayense Mouterde
- Trifolium fergan-karaeri M.Keskin
- Trifolium fontanum Bobrov
- Trifolium fragiferum L. – koniczyna rozdęta
- Trifolium friscanum (S.L.Welsh) S.L.Welsh
- Trifolium fucatum Lindl.
- Trifolium gemellum Pourr. ex Willd.
- Trifolium gillettianum Jacq.-Fél.
- Trifolium glanduliferum Boiss.
- Trifolium globosum L.
- Trifolium glomeratum L. – koniczyna skupiona
- Trifolium gordeievii (Kom.) Z.Wei
- Trifolium gracilentum Torr. & A.Gray
- Trifolium grandiflorum Schreb.
- Trifolium gymnocarpon Nutt.
- Trifolium hatschbachii Vincent & Butterworth
- Trifolium haussknechtii Boiss.
- Trifolium haydenii Porter
- Trifolium heldreichianum (Gibelli & Belli) Hausskn.
- Trifolium hickeyi T.K.Ahlq. & Vincent
- Trifolium hirtum All. – koniczyna kosmata
- Trifolium howellii S.Watson
- Trifolium humile Ball
- Trifolium hybridum L. – koniczyna białoróżowa
- Trifolium incarnatum L. – koniczyna krwistoczerwona
- Trifolium infamia-ponertii Greuter
- Trifolium israeliticum D.Zohary & Katzn.
- Trifolium isthmocarpum Brot.
- Trifolium jokerstii Vincent & Rand.Morgan
- Trifolium juliani Batt.
- Trifolium kentuckiense Chapel & Vincent
- Trifolium kingii S.Watson
- Trifolium kurdistanicum S.Yousefi, Assadi & Ghaderi
- Trifolium lanceolatum (J.B.Gillett) J.B.Gillett
- Trifolium lappaceum L. – koniczyna łopianowata
- Trifolium latifolium (Hook.) Greene
- Trifolium latinum Sebast.
- Trifolium leibergii A.Nelson & J.F.Macbr.
- Trifolium lemmonii S.Watson
- Trifolium leucanthum M.Bieb.
- Trifolium ligusticum Balb. ex Loisel.
- Trifolium longidentatum Nábělek
- Trifolium longipes Nutt.
- Trifolium lucanicum Gasp.
- Trifolium lugardii Bullock
- Trifolium lupinaster L. – koniczyna łubinowata
- Trifolium macraei Hook. & Arn.
- Trifolium macrocephalum (Pursh) Poir.
- Trifolium masaiense J.B.Gillett
- Trifolium mattirolianum Chiov.
- Trifolium mazanderanicum Rech.f.
- Trifolium medium L. – koniczyna pogięta
- Trifolium meduseum C.I.Blanche ex Boiss.
- Trifolium meironense Zohary & Lerner
- Trifolium mesogitanum Boiss.
- Trifolium michaelis Greuter
- Trifolium michelianum Savi
- Trifolium micranthum Viv.
- Trifolium microcephalum Pursh
- Trifolium microdon Hook. & Arn.
- Trifolium miegeanum Maire
- Trifolium minutissimum D.Heller & Zohary
- Trifolium modestum Boiss.
- Trifolium monanthum A.Gray
- Trifolium montanum L. – koniczyna pagórkowa
- Trifolium multinerve (Hochst.) A.Rich.
- Trifolium multistriatum W.D.J.Koch
- Trifolium mutabile Port.
- Trifolium nanum Torr.
- Trifolium nerimaniae M.Keskin
- Trifolium × neyrautii Rouy
- Trifolium nigrescens Viv.
- Trifolium noricum Wulfen
- Trifolium obscurum Savi
- Trifolium obtusiflorum Hook.
- Trifolium occidentale Coombe
- Trifolium ochroleucon Huds. – koniczyna żółtobiała
- Trifolium oliganthum Steud.
- Trifolium olivaceum Greene
- Trifolium orbelicum Velen.
- Trifolium ornithopodioides L.
- Trifolium owyheense Gilkey
- Trifolium pachycalyx Zohary
- Trifolium palaestinum Boiss.
- Trifolium pallescens Schreb.
- Trifolium pallidum Waldst. & Kit.
- Trifolium palmeri S.Watson
- Trifolium pamphylicum Boiss. & Heldr.
- Trifolium pannonicum Jacq. – koniczyna pannońska
- Trifolium parnassi Boiss. & Spruner
- Trifolium parryi A.Gray
- Trifolium patens Schreb. – koniczyna odstająca
- Trifolium patulum Tausch
- Trifolium pauciflorum d'Urv.
- Trifolium × permixtum Neuman
- Trifolium peruvianum Vogel
- Trifolium philistaeum Zohary
- Trifolium phitosianum N.Böhling, Greuter & Raus
- Trifolium phleoides Pourr. ex Willd.
- Trifolium physanthum Hook. & Arn.
- Trifolium physodes Steven ex M.Bieb.
- Trifolium pichisermollii J.B.Gillett
- Trifolium pignantii Fauché & Chaub.
- Trifolium pilczii Adamović
- Trifolium pilulare Boiss.
- Trifolium piorkowskii Rand.Morgan & A.L.Barber
- Trifolium plebeium Boiss.
- Trifolium plumosum Douglas ex Hook.
- Trifolium polymorphum Poir.
- Trifolium polyodon Greene
- Trifolium polyphyllum C.A.Mey.
- Trifolium polystachyum Fresen.
- Trifolium praetermissum Greuter, Pleger & Raus
- Trifolium pratense L. – koniczyna łąkowa
- Trifolium productum Greene
- Trifolium prophetarum E.Hossain
- Trifolium pseudomedium Hausskn.
- Trifolium pseudostriatum Baker f.
- Trifolium pulchellum Schischk.
- Trifolium purpureum Loisel. – koniczyna purpurowa
- Trifolium purseglovei J.B.Gillett
- Trifolium quartinianum A.Rich.
- Trifolium radicosum Boiss. & Hohen.
- Trifolium rechingeri Rothm.
- Trifolium reflexum L.
- Trifolium repens L. – koniczyna biała
- Trifolium resupinatum L. – koniczyna skręcona
- Trifolium retusum L.
- Trifolium × retyezaticum Nyár.
- Trifolium rhizomatosum O.Schwarz
- Trifolium rhombeum S.Schauer
- Trifolium riograndense Burkart
- Trifolium rollinsii J.M.Gillett
- Trifolium roussaeanum Boiss.
- Trifolium rubens L. – koniczyna długokłosowa
- Trifolium rueppellianum Fresen.
- Trifolium ruprechtii Tamamsch. & Fed.
- Trifolium salmoneum Mouterde
- Trifolium sannineum Mouterde
- Trifolium sarosiense Hazsl.
- Trifolium saxatile All.
- Trifolium scabrum L.
- Trifolium schimperi (Hochst.) A.Rich.
- Trifolium schneideri Standl.
- Trifolium × schwarzii Wein
- Trifolium scutatum Boiss.
- Trifolium sebastiani Savi
- Trifolium semipilosum Fresen.
- Trifolium setiferum Boiss.
- Trifolium simense Fresen.
- Trifolium sintenisii Freyn
- Trifolium siskiyouense J.M.Gillett
- Trifolium somalense Taub. ex Harms
- Trifolium sonorense T.K.Ahlq. & Vincent
- Trifolium spadiceum L. – koniczyna kasztanowata
- Trifolium spananthum Thulin
- Trifolium spumosum L.
- Trifolium squamosum L.
- Trifolium squarrosum L.
- Trifolium stellatum L. – koniczyna gwiazdkowata
- Trifolium steudneri Schweinf.
- Trifolium stipulaceum Thunb.
- Trifolium stoloniferum Muhl.
- Trifolium stolzii Harms
- Trifolium striatum L. – koniczyna kreskowana
- Trifolium strictum L.
- Trifolium subterraneum L. – koniczyna podziemna
- Trifolium suffocatum L.
- Trifolium sylvaticum Gérard
- Trifolium tembense Fresen.
- Trifolium tenuifolium Ten.
- Trifolium thalii Vill. – koniczyna Thala
- Trifolium thompsonii C.V.Morton
- Trifolium tomentosum L. – koniczyna kutnerowata
- Trifolium × traplii Domin
- Trifolium triaristatum Bertero ex Colla
- Trifolium trichocalyx A.Heller
- Trifolium trichocephalum M.Bieb.
- Trifolium trichopterum Pančić
- Trifolium tumens Steven ex M.Bieb.
- Trifolium ukingense Harms
- Trifolium uniflorum L.
- Trifolium usambarense Taub.
- Trifolium variegatum Nutt.
- Trifolium vavilovii Eig
- Trifolium velebiticum Degen
- Trifolium velenovskyi Vandas
- Trifolium vernum Phil.
- Trifolium vesiculosum Savi
- Trifolium vestitum D.Heller & Zohary
- Trifolium virginicum Small
- Trifolium wentzelianum Harms
- Trifolium wettsteinii Dörfl. & Hayek
- Trifolium wigginsii J.M.Gillett
- Trifolium willdenovii Spreng.
- Trifolium wormskioldii Lehm.
- Trifolium xanthinum Freyn

## Choroby i szkodniki
ChorobyMączniak rzekomy koniczyny, mączniak prawdziwy koniczyny, kustrzebka koniczyny, rak koniczynowy, rdza koniczyny czerwonej, rdza koniczyny białej.
Szkodniki i pasożytyWciornastek koniczynowiec, oprzędzik koniczynowy, oprzędzik nakrapiany, pędruś koniczynowiec, perłówka byliczanka, błyszcz jarzynówka, nasionojadka koniczynowa, kanianka koniczynowa (roślina pasożytnicza).